# کاکل‌به‌پشتان
کاکل‌به‌پشتان (نام علمی: Opisthocomidae) نام یک تیره از رده پرندگان است.